# Zorînți, Jmerînka
Zorînți (în ucraineană Зоринці) este un sat în comuna Poceapînți din raionul Jmerînka, regiunea Vinnița, Ucraina.

## Demografie
Componența lingvistică a localității Zorînți
     Ucraineană (98,83%)
     Rusă (1,17%)
Conform recensământului din 2001, majoritatea populației localității Zorînți era vorbitoare de ucraineană (98,83%), existând în minoritate și vorbitori de rusă (1,17%).